# Leo Arnchtam
Leo Oskarovitch Arnchtam (en russe : Лео Оскарович Арнштам ; en anglais : Lev Arnshtam), né le 15 janvier 1905 à Ekaterinoslav, dans l'Empire russe, et décédé le 26 décembre 1979 à Moscou, en Union soviétique, est un réalisateur et scénariste soviétique.

## Filmographie

### Réalisateur
- 1936 : Les Amies (Подруги)
- 1938 : Les Amis (ru) (Друзья)
- 1941 : Ciné-recueil militaire No 2 (ru) (Боевой киносборник № 2), segment Incident au bureau du télégraphe (Случай на телеграфе)
- 1944 : Zoïa (Зоя), d'après la vie de Zoïa Kosmodemianskaïa, martyre de la Grande Guerre patriotique
- 1946 : Glinka (Глинка)
- 1955 : Roméo et Juliette (Ромео и Джульетта)
- 1957 : Une leçon d'histoire (ru) (Урок истории)
- 1960 : Cinq jours, cinq nuits (Пять дней, пять ночей)
- 1967 : Sofia Perovskaïa (Софья Перовская), œuvre cinématographique retraçant la vie de la révolutionnaire russe Sofia Perovskaïa

### Scénariste
- 1932 : Contre-plan (Встречный, Vstretchny) de Sergueï Ioutkevitch et Fridrikh Ermler
- 1936 : Les Amies
- 1938 : Les Amis (Друзья)
- 1941 : Tchapaïev est avec nous (Чапаев с нами) de Vladimir Petrov (court métrage)
- 1944 : Zoïa (Зоя)
- 1946 : Glinka (Глинка)
- 1955 : Roméo et Juliette (Ромео и Джульетта)
- 1957 : Une leçon d'histoire (Урок истории)
- 1960 : Cinq jours, cinq nuits (Пять дней, пять ночей)
- 1965 : Les Clés du succès (Секрет успеха)
- 1967 : Sofia Perovskaïa (Софья Перовская), œuvre cinématographique retraçant la vie de la révolutionnaire russe Sofia Perovskaïa